# کایاکی
کایاکی (به اسپانیایی: Volcán Callaqui) یک آتشفشان در شیلی است که در استان بیوبیو واقع شده‌است. کایاکی ۳٬۱۶۴ متر بالاتر از سطح دریا واقع شده‌است.